# Lista över svenska avlidna i utlandsstyrkans tjänst

Svenska utlandsstyrkans nationalitetsmärke som bärs på vänster överarm.

Lista över svenska avlidna i utlandsstyrkans tjänst
Den här listan omfattar personer som har avlidit under tjänstgöring i utlandsstyrkan. Tjänstgöring i detta fall är från och med det datum den enskilde avrest från Sverige till och med det datum för återkomsten till Sverige. Hela tjänstgöringsperioden däremellan räknas också som tjänstgöring i utlandsstyrkan, det vill säga även eventuell ledighet utom eller inom tjänstgöringsområdet. Det finns andra svenskar som har omkommit i relation till konflikter utomlands, till exempel Folke Bernadotte som var FN:s medlare i Palestinakonflikten och Dag Hammarskjöld, FN:s generalsekreterare, som dock inte listas här eftersom de inte ingått i Försvarsmaktens utlandsstyrka utan hade egna personliga uppdrag direkt av FN. Listan som har sammanställts av Försvarsmakten använder också de kriterier som används av FN när de fastställer vilka som har omkommit i fredens tjänst och ska tilldelas Dag Hammarskjöldmedaljen. Sammanlagt har 82 stycken svenskar dött i utlandstjänst varav 17 har dött på grund av stridshandling.

## Kronologisk lista
| Grad            | Namn                           | Hemort          | Död        | Ålder | Insats         | Förband       | Plats                           | Orsak             |
| --------------- | ------------------------------ | --------------- | ---------- | ----- | -------------- | ------------- | ------------------------------- | ----------------- |
| Överste         | ERIKSSON, Nore                 | Jönköping       | 1956-01-07 | 47    | NNSC           |               | Korea                           | Olycka[A]         |
| Korpral         | ROSELIN, Bernt Charles         | Göteborg        | 1956-12-31 | 24    | UNEF           | I G           | Gazaremsan, Egypten             | Olycka[B]         |
| Sergeant        | SVENNINGSSON, Bernt Josef Rolf | Gnosjö          | 1957-01-24 | 22    | UNEF           | I G           | Gazaremsan, Egypten             | Olycka            |
| Menige          | STRÖMBERG, Alf Gunnar          | Hjortkvarn      | 1958-07-24 | 19    | UNEF           | IV G          | Gazaremsan, Egypten             | Övrigt            |
| Menige          | JÖNSSON, Rune Bertil           | Snöstorp        | 1958-09-05 | 19    | UNEF           | IV G          | Rafah, Egypten                  | Övrigt            |
| Menige          | HAGELIN, Karl-Erik             | Hjorted         | 1959-07-03 | 26    | UNEF           | VI G          | Gazaremsan, Egypten             | Olycka            |
| Menige          | LORENTZSSON, Stig Ingvar       | Hovslätt        | 1960-03-26 | 20    | UNEF           | VII G         | Sharm el-Sheikh, Egypten        | Olycka            |
| Menige          | FRIBERG, Inge Lennart          | Helsingborg     | 1960-03-28 | 24    | UNEF           | VII G         | Gazaremsan, Egypten             | Övrigt            |
| Menige          | ELIASSON, Kurt Lennart         | Stockholm       | 1960-12-14 | 20    | UNEF           | IX G          | Gazaremsan, Egypten             | Olycka            |
| Menige          | SJÖBERG, Lars Georg            | Vällingby       | 1961-03-31 | 21    | UNEF           | IX G          | Gazaremsan, Egypten             | Stridshandling[C] |
| Fänrik          | BÖTTIGER, Carl-Wilhelm         | Stockholm       | 1961-04-28 | 32    | ONUC           | Tekniker grp  | Port Franqui, Kongo             | Saknas[D]         |
| Sergeant        | LEIDGREN, Lars Thorsten        | Stockholm       | 1961-04-28 | 27    | ONUC           | Tekniker grp  | Port Franqui, Kongo             | Saknas[D]         |
| Major           | GALLON, Arvid Gerard           | Göteborg        | 1961-09-13 | 41    | UNEF           | XII K         | Élisabethville, Kongo           | Stridshandling[E] |
| Menige          | LINDAU, Bengt Göran            | Hyllstofta      | 1961-09-14 | 20    | ONUC           | XII K         | Élisabethville, Kongo           | Stridshandling[C] |
| Furir           | HJELTE, Stig Olof              | Stadsforsen     | 1961-09-18 | 21    | UNEF           | XI G          | Ndola, Nordrhodesia             | Olycka[F]         |
| Fänrik          | ROSÈN, Carl-Eric Gabriel       | Sundbyberg      | 1961-09-18 | 33    | ONUC           | Tekniker grp  | Ndola, Nordrhodesia             | Olycka[F]         |
| Menige          | PERSSON, Per Evald             | Bollnäs         | 1961-09-18 | 20    | UNEF           | XI G          | Ndola, Nordrhodesia             | Olycka[F]         |
| Menige          | HALLSTRÖM, Nils Bruno          | Nälden          | 1961-12-03 | 21    | ONUC           | XIV K         | Élisabethville, Kongo           | Stridshandling[C] |
| Löjtnant        | SYDSTRAND, Bror Olof Mattias   | Nordsjövallen   | 1961-12-04 | 33    | ONUC           | Tekniker grp  | Kamina, Kongo                   | Olycka            |
| Menige          | NILSSON, Sven Ivar             | Arvesund        | 1961-12-09 | 21    | ONUC           | XIV K         | Élisabethville, Kongo           | Stridshandling[C] |
| Menige          | ÖHRBERG, Lars Erik             | Gåxsjö          | 1961-12-16 | 21    | ONUC           | XIV K         | Élisabethville, Kongo           | Stridshandling[C] |
| Menige          | BLOMGREN, Hans Gösta           | Lammhult        | 1962-03-20 | 20    | ONUC           | XIV K         | Élisabethville, Kongo           | Olycka            |
| Rustmästare     | LARSSON, Lars Erik             | Kristinehamn    | 1962-03-21 | 24    | ONUC           | XIV K         | Élisabethville, Kongo           | Olycka            |
| Fänrik          | NORDSTRÖM, Per Gustaf Mark     | Avesta          | 1962-07-05 | 25    | ONUC           | Tekniker grp  | Léopoldville, Kongo             | Olycka            |
| Sergeant        | SOLVESTAD, Per-Olof            | Linköping       | 1962-09-20 | 35    | ONUC           | F22           | Kamunza-ville, Kongo            | Stridshandling[G] |
| Sergeant        | COLMGREN, Raul Gösta           | Ljungbyhed      | 1962-09-21 | 27    | ONUC           | F22           | Kongo                           | Stridshandling[G] |
| Löjtnant        | THORELL, Lars Wilhelm          | Stockholm       | 1962-12-10 | 26    | ONUC           | Tekniker grp  | Kamina, Kongo                   | Olycka            |
| Korpral         | SIMONSSON, Sten H              | Arboga          | 1963-01-01 | 21    | ONUC           | Lätta flyggrp | Luluabourg, Kongo               | Olycka            |
| Korpral         | ERIKSSON, Ingemar Nils Gustav  | Väderstad       | 1963-03-16 | 23    | ONUC           | XVIII K       | Kaminaville, Kongo              | Olycka            |
| Menige          | RENMAN, Kjell Ove Anders       | Nordmaling      | 1964-09-04 | 19    | UNEF           | XXIII G       | Camp Göta Lejon, Gazaremsan     | Olycka            |
| Fanjunkare      | ATTEMALM, Stig Lennart         | Tollered        | 1965-10-05 | 31    | UNFICYP        | 30 C          | Moni, Cypern                    | Olycka            |
| Menige          | JÖNSSON, Jan-Erik Otto         | Färlöv          | 1966-07-06 | 21    | UNFICYP        | 34 C          | Famagusta, Cypern               | Olycka            |
| Sergeant        | WESTBERG, Nils Lennart         | Borlänge        | 1966-10-06 | 45    | UNFICYP        | 34 C          | Larnaca, Cypern                 | Olycka            |
| Kommendörkapten | SPARRE, Ulf Eric Sixtensson    | Djursholm       | 1967-01-15 | 58    | UNTSO          |               | Syrien                          | Olycka            |
| Furir           | ANDERSSON, Leif Gerhard        | Västerås        | 1968-05-26 | 25    | UNFICYP        | 40 C          | Famagusta, Cypern               | Övrigt            |
| Sergeant        | SAMUELSSON, Carl Axel Torbjörn | Sollentuna      | 1969-02-28 | 41    | UNFICYP        | 41 C          | Famagusta, Cypern               | Övrigt            |
| Major           | PLANE, Bo Roland               | Strängnäs       | 1969-07-27 | 37    | UNTSO          |               | Suez, Egypten                   | Stridshandling[H] |
| Överstelöjtnant | BÖGVAD, Jens Emil Alfred       | Drared          | 1970-07-16 | 54    | UNTSO          |               | Sinai, Egypten                  | Stridshandling[C] |
| Furir           | FJELLSTRÖM, Curt Lennart       | Gällivare       | 1972-08-20 | 23    | UNFICYP        | 48 C          | Famagusta, Cypern               | Olycka            |
| Furir           | EDENBORG, Carl-Henrik Roland   | Linköping       | 1973-01-29 | 22    | UNFICYP        | 49 C          | Kyreniabergen, Cypern           | Olycka            |
| Furir           | ENBERG, Leif Olof              | Handen          | 1973-01-29 | 24    | UNFICYP        | 49 C          | Kyreniabergen, Cypern           | Olycka            |
| Major           | WINGEFALK, David Rune          | Stensele        | 1974-12-26 | 46    | UNFICYP        | 55 C          | Famagusta, Cypern               | Olycka            |
| Menige          | OLLINEN, Hans David            | Karungi         | 1975-03-22 | 21    | UNFICYP        | 55 C          | Famagusta, Cypern               | Olycka            |
| Major           | PALMQUIST, Axel Georg          | Stockholm       | 1976-04-14 | 55    | UNEF II        | 60 M          | Stockholm, Sverige              | Övrigt            |
| Sergeant        | MOEN, Gunnar Torgny            | Västra Frölunda | 1976-12-14 | 20    | UNFICYP        | 63 C          | Famagusta, Cypern               | Övrigt            |
| Fanjunkare      | JOHANSSON, Karl-Oscar          | Hagfors         | 1978-03-29 | 27    | UNEF II/UNIFIL | 68 M          | Khardala-bron, Libanon          | Stridshandling[I] |
| Överstelöjtnant | CARLQUIST, Hans Gustav         | Skara           | 1979-04-27 | 60    | UNEF II        | 72 M          | Baluza, Sinai                   | Övrigt            |
| Kapten          | MARTINSSON, Sven-Åke Ingvar    | Trelleborg      | 1979-08-04 | 49    | UNFICYP        | 73 C          | Larnaca, Cypern                 | Övrigt            |
| Menige          | SALANDER, Peter Fredrik        | Skellefteå      | 1984-03-03 | 20    | UNFICYP        | 83 C          | Dhekelia, Cypern                | Olycka            |
| Menige          | OLSSON, Bengt Reine            | Göteborg        | 1984-05-05 | 20    | UNFICYP        | 84 C          | Göteborg, Sverige               | Olycka            |
| Menige          | KERN, Martin Bernhard          | Nacka           | 1984-12-01 | 19    | UNFICYP        | 85 C          | Larnaca, Cypern                 | Olycka            |
| Menige          | TER, Vilmos                    | Älmhult         | 1985-01-26 | 19    | UNFICYP        | 85 C          | Camp Polar, Athienou, Cypern    | Olycka            |
|                 | DJÄKNESTAM, Ulf Peter Jonas    | Lindesberg      | 1985-03-26 | 33    | SWEDRELIEF     |               | Gedaref, Sudan                  | Övrigt            |
| Menige          | HAGEL, Johan Robert            | Mullsjö         | 1985-09-07 | 23    | UNFICYP        | 86 C          | Camp Pyla, Cypern               | Olycka            |
| Menige          | NYLANDER, Stig Robert          | Sundsvall       | 1985-09-15 | 21    | UNFICYP        | 86 C          | Ayia Napa, Cypern               | Olycka            |
| Major           | TEIVIK, Rein                   | Bollnäs         | 1987-08-04 | 55    | UNIFIL         | 92 L          | Naqoura, Libanon                | Övrigt            |
| Menige          | VIRTA, Thomas                  | Mjölby          | 1988-08-28 | 27    | UNIFIL         | 96 L          | Naqoura, Libanon                | Olycka            |
| Fanjunkare      | GUMMERUS, Mikael               | Täby            | 1990-01-02 | 45    | UNIFIL         | 102 L         | Naqoura, Libanon                | Övrigt            |
| Sergeant        | ÅSBERG, Ylva                   | Farsta          | 1990-09-01 | 24    | UNIFIL         | 104 L         | Naqoura, Libanon                | Övrigt            |
| Sergeant        | ÖHMAN, Mattias                 | Ellös           | 1990-09-01 | 22    | UNIFIL         | 104 L         | Naqoura, Libanon                | Övrigt            |
| Furir           | FRANSSON, Kenneth              | Lund            | 1991-09-13 | 25    | UNIFIL         | 110 L         | Naqoura, Libanon                | Stridshandling[C] |
| Sergeant        | BOSTRÖM, Tobias Ronnie         | Umeå            | 1993-11-11 | 22    | UNPROFOR       | MA 02         | Skopje, Makedonien              | Olycka            |
| Menige          | HAHNE, Ola                     | Mariestad       | 1995-11-14 | 22    | UNPROFOR       | BA 05         | Srebrenik, Bosnien              | Olycka[J]         |
| Furir           | GARDELL, Lars Per-Arne         | Lärbro          | 1995-12-11 | 29    | UNPROFOR       | BA 05         | OP Sierra 03, Bosnien           | Olycka[K]         |
| Menige          | ÖHLUND, Jörgen                 | Orsa            | 1996-01-28 | 21    | IFOR           | BA 05         | Doboj, Bosnien                  | Olycka[L]         |
| Menige          | MARTINSSON, Patrik             | Hässleholm      | 1996-04-18 | 24    | IFOR           | BA 06         | Živinice, Bosnien               | Olycka[M]         |
| Furir           | ÅBERG, Rikard                  | Trollhättan     | 1996-04-18 | 21    | IFOR           | BA 06         | Živinice, Bosnien               | Olycka[M]         |
| Polisinspektör  | HALLBERG, Ove                  | Ljungskile      | 1998-12-11 | 54    | UNIPTF         |               |                                 | Övrigt            |
| Furir           | SUND, David                    | Kallinge        | 1999-11-11 | 21    | SFOR           | BA 99         | Camp Oden, Bosnien              | Olycka[N]         |
| Menige          | MANNBERG, Karl Patrik          | Skellefteå      | 2001-09-24 | 23    | KFOR           | KS 04         | Camp Victoria, Hajvalia, Kosovo | Övrigt[O]         |
| Sergeant        | JONASSON, Per-Fredrik          | Göteborg        | 2002-05-18 | 23    | KFOR           | KS 05         | Bjurhem, Sverige                | Övrigt            |
| Löjtnant        | LUNDMAN, Bernt Erik            | Luleå           | 2003-05-04 | 50    | KFOR           | KS 07         | Halkidikí, Grekland             | Övrigt[P]         |
| Menige          | WALLGREN, Stig Göran           | Bergeforsen     | 2003-06-14 | 35    | KFOR           | KS 07         | Pristina, Kosovo                | Övrigt[Q]         |
| Fänrik          | WAHLBERG, Per Martin           | Tranås          | 2003-09-13 | 27    | KFOR           | KS 08         | Camp Victoria, Hajvalia, Kosovo | Olycka[R]         |
| Löjtnant        | LINDBLOM, Jesper               | Skövde          | 2005-11-25 | 28    | ISAF           | FS 10         | Mazar-e Sharif, Afghanistan     | Stridshandling[S] |
| Löjtnant        | BERGQVIST, Tomas               | Skövde          | 2005-12-09 | 30    | ISAF           | FS 10         | Mazar-e Sharif, Afghanistan     | Stridshandling[S] |
| Sergeant        | HALEBY, Mattias                | Helsingborg     | 2006-09-10 | 24    | KFOR           | KS 14         | Halkidikí, Grekland             | Olycka[T]         |
| Sergeant        | RYDBERG, Jörgen Karl           | Visby           | 2007-09-26 | 62    | KFOR           | KS 15         | Thessaloníki, Grekland          | Övrigt[U]         |
| Major           | NORHULT, Mats                  | Karlstad        | 2008-03-03 | 54    | UNMIN          |               | Bethan, Nepal                   | Olycka[V]         |
| Löjtnant        | ANDERSSON, Gunnar              | Stockholm       | 2010-02-07 | 31    | ISAF           | FS 18         | Mazar-e Sharif, Afghanistan     | Stridshandling[W] |
| Kapten          | PALMLÖV, Johan                 | Sundbyberg      | 2010-02-07 | 28    | ISAF           | FS 18         | Mazar-e Sharif, Afghanistan     | Stridshandling[W] |
| Sergeant        | WALLIN, Kenneth                | Stockholm       | 2010-10-16 | 22    | ISAF           | FS 19         | Mazar-e Sharif, Afghanistan     | Stridshandling[X] |

## Fotnoter
1. a Dåvarande Alternate Member vid svenska övervakningskommissionen i Korea, överste Nore Eriksson, omkom i samband
med en bilolycka.[3]
2. a Omkom vid en olycka i lägret Abu Suweir. Roselin, som var chef for bataljonens livsmedelstross, uppehöll sig bakom sin lastbil medan lastning pågick och klämdes till döds av en backande kanadensisk lastbil.[4]
3. a b c d e f g Sköts till döds.[5]
4. a b Försvann efter ett överfall i Port Franqui och befaras vara mördad då kroppen aldrig hittats. Enligt vissa källor har den ätits upp av kannibaler.[6]
5. a Dödades av en granatexplosion.[5]
6. a b c Störtade i samma flygplan som FN:s generalsekreterare Dag Hammarskjöld.
7. a b Dödades i samband med att hans plan sköts ned.[5]
8. a Dödades av artilleribeskjutning.[5]
9. a Körde på en landmina, slungades ur bilen och omkom.[7]
10. a Dödades av en rikoschetterade rökgranat under övning.
11. a Omkom när han tillsammans med en dansk kollega skulle resa en radiomast vid OP Sierra 03. Masten kom i kontakt med en ledning med starkström vilket medförde att Gardell avled.[8]
12. a Under ett rutinuppdrag körde den pansarbandvagn han färdades i över en bro och välte och hamnade i ett vattendrag.[9]
13. a b Under en provtur efter tekniskt översyn körde deras pansarbandvagn av en bro och hamnade uppochner i vatten några kilometer från campen.[10]
14. a Omkom i en explosionsolycka i samband med destruktion av ammunitionseffekter från mässen "Bomben".
15. a Avled efter att segnat ner under ett styrketräningspass i förläggningen Camp Victoria.[11]
16. a Avled under leave-ledighet i Grekland, då hjärtat stannade i samband med en tennismatch.
17. a Avled i sömnen i sin säng på Camp Tor Hov i Pristina.[12]
18. a Dödades av en exploderande sprängladdning i anslutning till en ammunitionscontainer inne på Camp Victoria.[13]
19. a b Färdades i ett fordon som sprängdes av en IED-bomb.[14]
20. a Påkörd av bilist under permission i Grekland.[15]
21. a Omkom under tjänsteresa i Grekland då han föll omkull och skadade sig så svårt att livet inte gick att rädda.[8]
22. a Omkom i en helikopterkrasch.[16]
23. a b Sköts med finkalibrig eld i ett bakhåll under patrull.[17]
24. a Färdades i ett fordon som sprängdes av en IED-bomb.[18]